# Andreas Vogler
Andreas Vogler (5 de febrero de 1965, oeste de Berlín) es un exfutbolista alemán que jugaba como delantero.
Vogler comenzó su carrera futbolística en el VfB Neukölln antes de trasladarse a Tennis Borussia Berlin en el Amateur Oberliga-Berlín, donde fue el máximo goleador de la liga durante la temporada 1986-87. Al año siguiente, Vogler ayudó Hertha BSC al título Oberliga, pero no pudo hacer un comienzo en el 2. Fußball-Bundesliga y así se trasladó al FC Gütersloh 2000.
Después de la caída del muro de Berlín, Vogler se convirtió en uno de los primeros jugadores a moverse de oeste a este, uniéndose al BSV Stahl Brandenburg para la temporada NOFV Oberliga 1990-91, el último año de la máxima categoría del fútbol de Alemania del Este. Vogler anotó dos goles en nueve partidos.
En 1991, firmó en la Primera División venezolana con el Caracas FC y se convirtió en el máximo goleador de la temporada 1991-1992, logró los campeonatos de liga en 1992 y 1994 y la Copa Venezuela en 1993 y 1994, completando tres años de éxito en América del Sur.
Después de su regreso a Alemania, Vogler jugó para los clubes Berlín Spandauer SV y SV Tasmania 73 Neukölln.
Todavía estaba activo en la temporada 2012-13, jugando en la 8.ª división con el SV Blau Weiss de Berlín, convirtiendo siete goles contra Tennis Borussia Berlin, uno de sus exclubes, en un partido de la Copa de Berlín, el primero de los anotados por su propio hijo Dennis.

## Clubes

### Como jugador
| Club                 | País      | Año       |
| -------------------- | --------- | --------- |
| Hertha Berlín        | Alemania  | 1987-1988 |
| FC Stahl Brandeburgo | Alemania  | 1989-1990 |
| Caracas Fútbol Club  | Venezuela | 1991-1994 |
| Spandauer SV         | Alemania  | 1994-1995 |
| SV Tasmania Berlín   | Alemania  | 1995-1996 |

## Palmarés

### Campeonatos nacionales
| Título                        | Club                | Sede      | Año  |
| ----------------------------- | ------------------- | --------- | ---- |
| Primera División de Venezuela | Caracas Fútbol Club | Venezuela | 1992 |
| Copa Venezuela                | Caracas Fútbol Club | Venezuela | 1993 |
| Copa Venezuela                | Caracas Fútbol Club | Venezuela | 1994 |
| Primera División de Venezuela | Caracas Fútbol Club | Venezuela | 1994 |

- Datos: Q501079